# Río Herminita
Río Herminita är ett vattendrag i Argentina, på gränsen till Chile. Det ligger i den södra delen av landet, 2 300 km söder om huvudstaden Buenos Aires.
Trakten runt Río Herminita består i huvudsak av gräsmarker. Runt Río Herminita är det mycket glesbefolkat, med 5 invånare per kvadratkilometer.